# Zagalopowanie
Zagalopowanie – przejście z niższego chodu konia do galopu. By zagalopować, jeździec skraca nieco „wewnętrzną” wodzę, „zewnętrzną” łydkę odsuwa trochę do tyłu, po czym następuje ucisk krzyża i łydek i jednocześnie oddanie nieco wodzy.